# Kabinett Cavour I
Das Kabinett Cavour I regierte das Königreich Sardinien-Piemont vom 4. November 1852 bis zum 4. Mai 1855. Die Regierung des konservativen Ministerpräsidenten Camillo Benso von Cavour stützte sich im Gegensatz zu den beiden vorangegangenen Kabinetten Massimo d’Azeglios auf eine größere parlamentarische Koalition (Connubio), die auch die progressiven Demokraten Urbano Rattazzis einschloss. Cavours Regierung erreichte eine piemontesische Beteiligung am Krimkrieg, mit dem Ziel, die italienische Frage auf die politische Agenda der Großmächte zu bringen. Cavour trat Anfang Mai 1855 wegen eines seit Jahren andauernden Konfliktes um die Trennung zwischen Kirche und Staat zurück. König Viktor Emanuel II. stieß bei seinem Versuch, den Forderungen von Papst Pius IX. zu entsprechen, auf erheblichen politischen Widerstand. Deswegen und mangels Alternativen beauftragte der König Cavour mit der Bildung des Kabinetts Cavour II.

## Minister

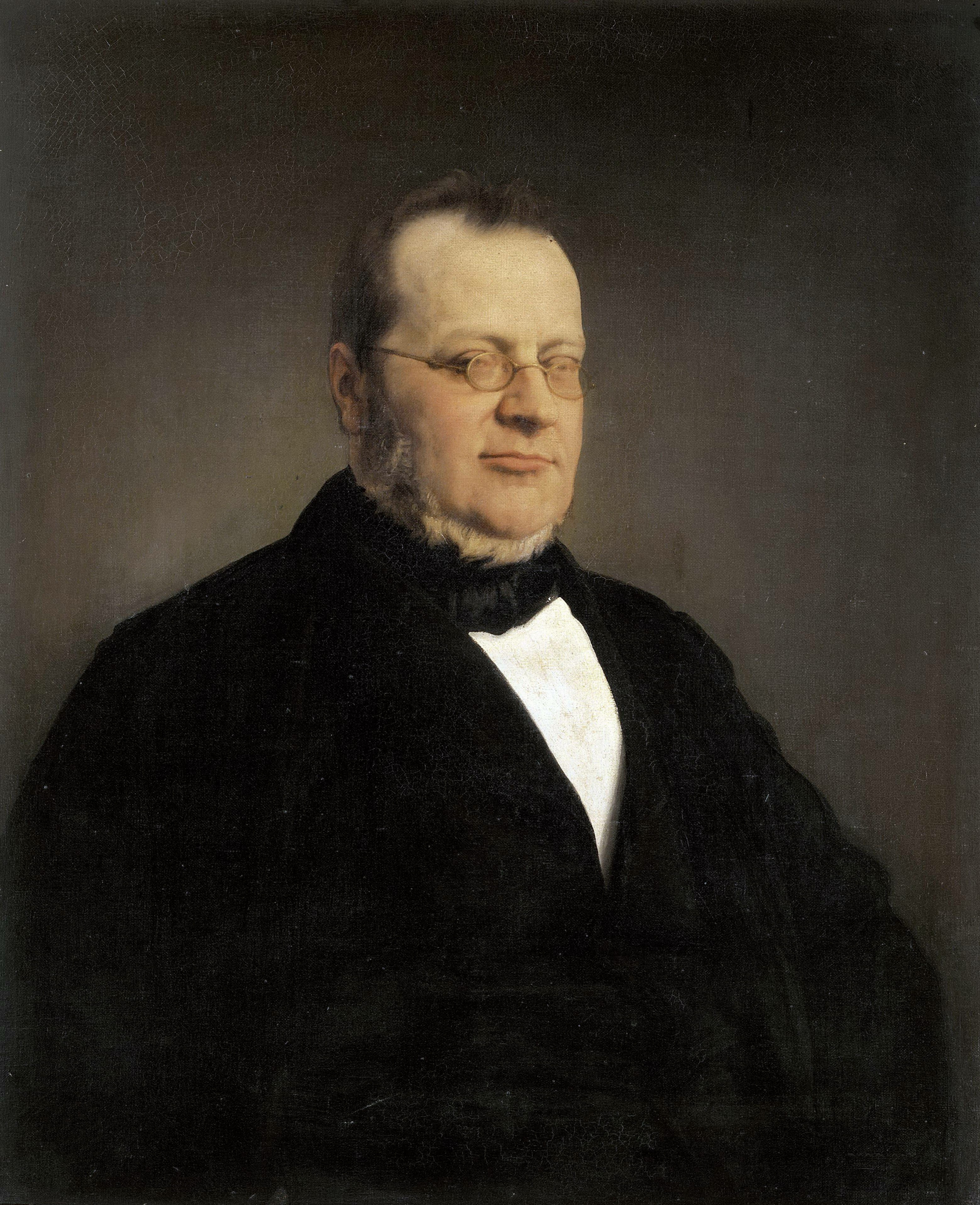
Graf von Cavour

| Ministerien                       | Name                                                                                          |
| --------------------------------- | --------------------------------------------------------------------------------------------- |
| Ministerpräsident                 | Camillo Benso von Cavour                                                                      |
| Äußeres                           | Giuseppe Dabormida (bis 10. Januar 1855) Camillo Benso von Cavour (ab 10. Januar 1855)        |
| Inneres                           | Gustavo Ponza di San Martino (bis 6. März 1854) Urbano Rattazzi (ab 6. März 1854, ad interim) |
| Justiz und Kirchenangelegenheiten | Carlo Bon Compagni di Mombello (bis 27. Oktober 1853) Urbano Rattazzi (ab 27. Oktober 1853)   |
| Krieg                             | Alfonso La Marmora (bis 2. April 1855) Giacomo Durando (ab 2. April 1855)                     |
| Finanzen                          | Camillo Benso von Cavour                                                                      |
| Öffentliche Arbeiten              | Pietro Paleocapa                                                                              |
| Bildung                           | Luigi Cibrario                                                                                |